# Theobald VI van Blois
Theobald VI van Blois (circa 1190 - La Ferté-Villeneuil, april 1218) was van 1205 tot 1218 graaf van Blois, Clermont en Chartres.

## Levensloop
Theobald VI was de zoon van graaf Lodewijk van Blois en gravin Catharina van Clermont. In 1205 volgde hij zijn overleden vader op als graaf van Blois, Clermont en Chartres.
Theobald huwde tweemaal: eerst met Maud van Alençon en daarna met Clemence van Roches. Beide huwelijken bleven echter kinderloos.
Theobald VI vocht tegen de Moren in Castilië. Tijdens de militaire campagne liep hij echter lepra op, waarna hij terugkeerde naar Blois. De laatste jaren van zijn leven leefde hij teruggetrokken in het kasteel van La Ferté-Villeneuil, waar hij in april 1218 stierf. 
Zijn bezittingen werd geërfd door zijn tantes langs vaderkant Margaretha en Isabella. Margaretha erfde het graafschap Blois, Isabella het graafschap Chartres en het graafschap Clermont keerde terug naar de Franse kroon.